# Тодорова, Анастасия Игоревна
Анастасия Игоревна Тодорова (род. 10 декабря 1993 года в Белгороде-Днестровском) — украинская спортсменка, гребчиха на байдарках, мастер спорта Украины международного класса. Проживает в Одессе.

## Биография
Заниматься греблей начала в Белгород-Днестровской ДЮСШ, привела мама, первый тренер — Анатолий Осипенко. По состоянию на 2015 год, учится на юридическом факультете в Одесском гуманитарном университете. Среди других спортивных увлечений Анастасии — баскетбол, волейбол, а в зимний период — хоккей с шайбой.
В июне 2015 года на первых Европейских играх в паре с Марией Повх завоевала бронзу в классе байдарок-двоек (37,719). Первое место заняли Маргарита Махнёва и Марина Литвинчук из Белоруссии (37,399), вторыми на финише были сербки Николина и Оливера Молдован (37,699). В том же году завоевала серебро на чемпионате Европы в Чехии.
Вместе со сборной Украины отправилась на Олимпиаду 2016 года участвовать в заплыве на 500 м на байдарках-четвёрках, заняла четвертое место.
На чемпионате Украины 2019 года в Днепре завоевала золотую медаль в составе экипажа-четвёрки на дистанции 500 м (вместе с Марией Кичасовой-Скорик, Наталией Докиенко и Анастасией Горловой), бронзовую медаль в спринте серебряную медаль на байдарке-двойке на дистанции 500 метров вместе с Инной Грищун.